# (69) Hesperia
(69) Hesperia is een grote planetoïde van de hoofdgordel van het M-type. Hij werd ontdekt door de Italiaanse astronoom Giovanni Schiaparelli op 29 april 1861 vanuit Milaan, toen hij op zoek was naar de ontdekte (63) Ausonia. Het was zijn enige planetoïdeontdekking. Schiaparelli noemde het Hesperia ter ere van Italië (het woord is een Griekse term voor het schiereiland). De planetoïde draait om de Zon met een periode van 5,14 jaar, een halve lange as van 2,980 AE, en een excentriciteit van 0,165. Het baanvlak maakt een inclinatie van 8,59° met het vlak van de ecliptica.
Hesperia werd in februari 2010 waargenomen met de Arecibo radiotelescoop. De radiowaarnemingen, gecombineerd met op lichtkrommen gebaseerde vormmodellen, leiden tot een geschatte diameter van 110 ± 15 km. Het albedo komt overeen met een planetoïde van het M-type met een hoog metaalgehalte. In het nabije infrarood kan een zwak absorptie kenmerk bij een golflengte van 0,9 μm worden toegeschreven aan orthopyroxenen op het oppervlak. Een meteorietanaloog van de reflectiespectra van (69) Hesperia is de Hoba ataxiet.